# Biskopsdömet Merseburg

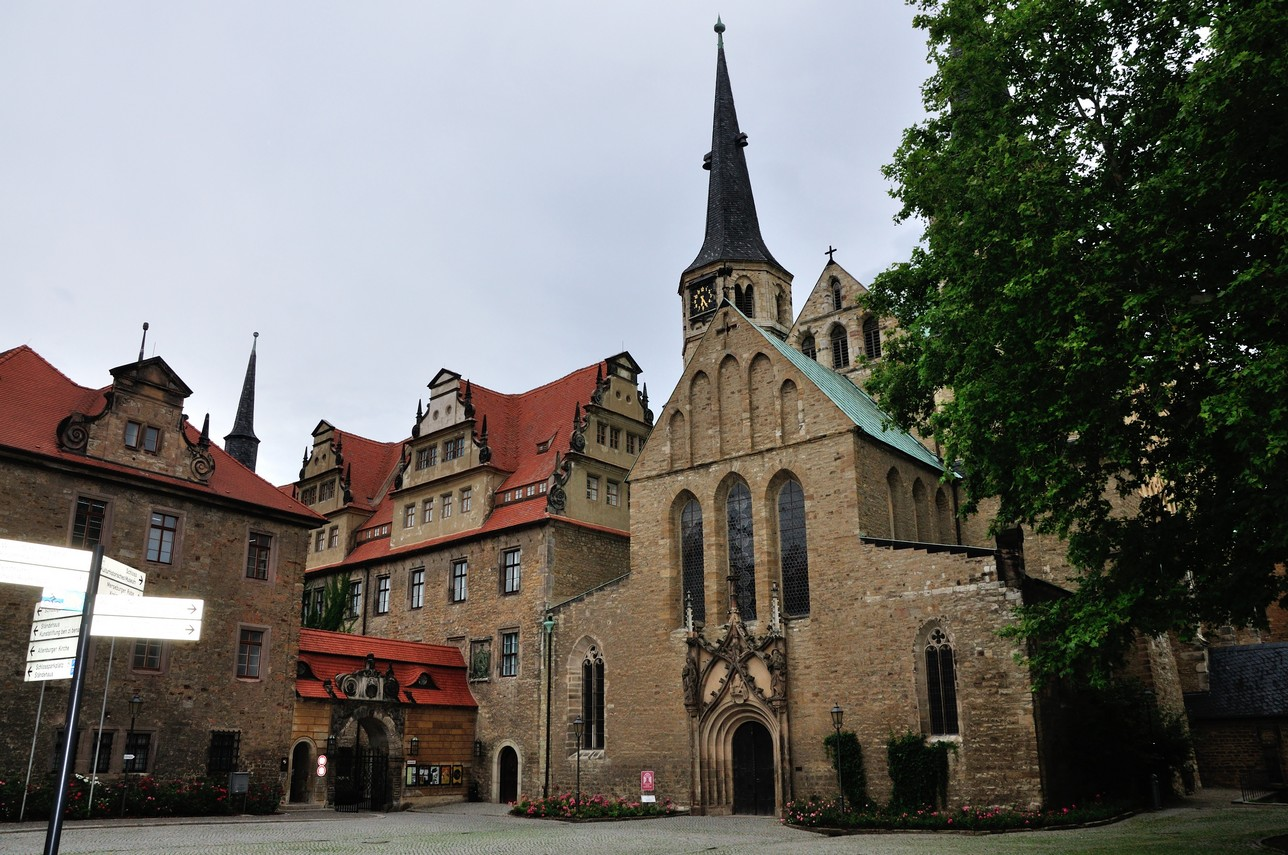
Merseburgs domkyrka och slott.

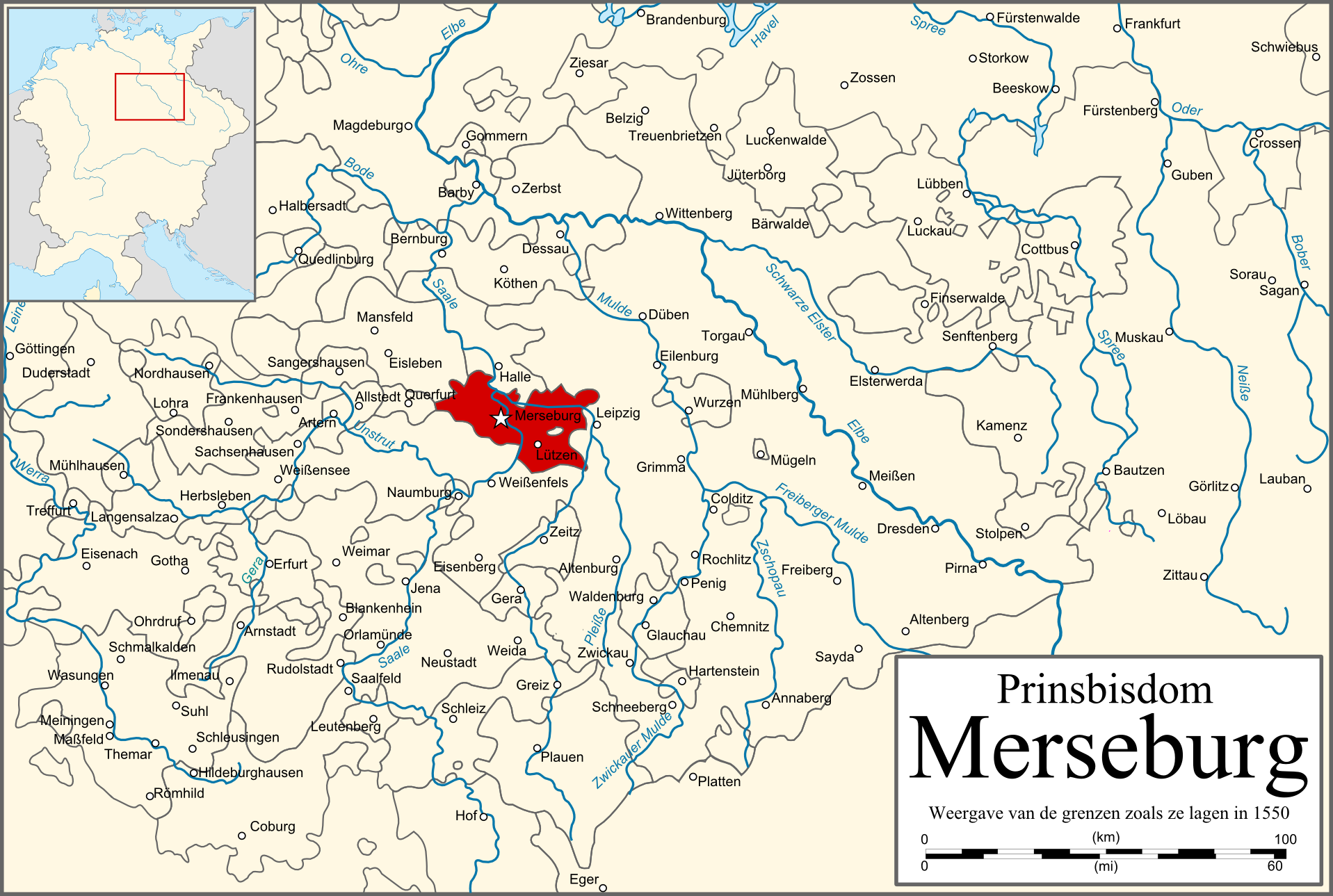
Furstbiskopsdömet Merseburg omkring år 1550.

Biskopsdömet Merseburg var ett romerskt-katolskt furstbiskopsdöme inom Tysk-romerska riket, grundat 968 av kung Otto I. Mellan 981 och 1004 uppgick biskopsdömet i ärkebiskopsdömet Magdeburg, i samband med att biskop Giselher upphöjdes till ärkebiskop av Magdeburg, men år 1004 återinrättades biskopsstolen i Merseburg på nytt av kejsar Henrik II. Biskopsdömet bestod fram till den lutherska reformationen, då det 1561 sekulariserades efter den sista katolska biskopens död, och 1565 uppgick territoriet i kurfurstendömet Sachsen. Idag utgör det tidigare territoriet del av gränsområdet mellan Sachsen och Sachsen-Anhalt.
Biskopsdömets världsliga territorium var relativt litet och omfattade huvudsakligen staden Merseburg och Schkeuditz med kringliggande byar och landsbygd. Under medeltiden förvärvades även Lützen, Schkopau och Lauchstädt med omgivningar. Under 1400-talet kom biskoparnas status som riksfurstar att utmanas av de sachsiska kurfurstarna och de intog därigenom en underordnad politisk roll i regionen. 
I kyrkligt avseende omfattade stiftet ett större område mellan floderna Saale och Mulde inklusive staden Leipzig och var underställt Magdeburgs kyrkoprovins. Biskoparna av Merseburg var under medeltiden ex officio samtidigt kanslerer för Leipzigs universitet, grundat 1409.

## Lista över biskopar av Merseburg
- 968–970: Boso
- 971–981: Giselher
- 981–1004: Biskopsdömet upphävt (Giselher som ärkebiskop av Magdeburg)
- 1004–1009: Wigbert
- 1009–1018: Thietmar av Merseburg, krönikeförfattare
- 1020–1036: Bruno av Merseburg

- 1036–1050 Hunold
- 1050–1053 Alberich
- 1053      Winther
- 1053–1055 Ezzelin I

- 1265     : Albrecht I von Borna
- 1265–1283: Friedrich I von Torgau
- 1283–1300: Heinrich III von Ammendorf
- 1300–1319: Heinrich IV Kindt
- 1320–1340: Gebhard von Schrapelau (yngre bror till ärkebiskop Burchard III av Magdeburg)
- 1382–1384: Burkhard von Querfurt
- 1382–1385: Andreas Dauba (motbiskop)
- 1384–1393: Heinrich VI zu Stolberg
- 1393–1403: Heinrich VII Schütz von Orlamünde
- 1403–1406: Otto von Honstein
- 1406     : Heinrich (VIII) zu Stolberg
- 1407–1411: Walther von Köckritz
- 1411–1431: Nikolaus Lubich
- 1431–1463: Johann II Bose von Ammendorf und Ermlitz
- 1464–1466: Johann III von Werder
- 1466-1514: Thilo von Trotha
- 1514–1526: Adolf av Anhalt-Köthen
- 1526–1535: Vinzenz von Schleinitz
- 1535–1544: Sigismund von Lindenau
- 1544-1547: August av Sachsen (luthersk administrator)
- 1545-1549: Georg III av Anhalt-Dessau (luthersk biskop)
- 1550-1561: Michael Sidonius Helding
- 1561-1565: Alexander av Sachsen (administrator)